# Adolf Bauer (Schauspieler)
Adolf Bauer (geboren 6. Dezember 1827 in Mannheim; gestorben 3. September 1897 ebenda) war ein deutscher Theaterschauspieler.

## Leben
Bauer, Sohn des Schauspielers Carl Gottfried Bauer, betrat nach kurzer Unterweisung durch seinen Vater am 12. Februar 1844 als „Hausierer“ in „Lumpaci vagabundus“ zum ersten Mal die Hofbühne seiner Vaterstadt, wo er zuerst als Volontär tätig war, seine künstlerische Wirksamkeit jedoch am 1. April 1846 an in fester Stellung daselbst fortsetzte. Bauer hat dieses Kunstinstitut nie mehr verlassen, so feierte er am 1. April 1871 das 25-jährige Bühnenjubiläum und am 12. Februar 1894 sein 50-jähriges Dienstjubiläum.

## Schüler
- Jacobine Grohe